# ابراهیم عبیدی
ابراهیم بن عامر بن علی عُبَیدی (؟ -۱۶۸۰م) فقیه مالکی مصری در سدهٔ هفدهم میلادی/یازدهم هجری بود. عمدة التحقیق فی بشائر آل الصدیق، قلائد العقیان فی مفاخر دولة آل عثمان، أدلة التسلیم، الفتح الربانی فی تحقیق الإشارات و المعانی از آثار اوست که برخی نسخه‌های خطی آن در الازهر نگهداری می‌شود.